# Heinrich Beck (Brauer)
Heinrich Beck (* 21. Dezember 1832 in Großeislingen, heute Eislingen/Fils; † 10. Juni 1881 in Bremen) war ein deutscher Brauer und Gründer der Beck’s Brauerei.

## Biografie
Heinrich Beck wurde im Mühlesgässle 16 in Großeislingen geboren. Beck, der Sohn eines Metzgers, wanderte 1854 nach Indiana in den Vereinigten Staaten aus, um dort seinen Lebensunterhalt durch Bierbrauen zu verdienen. 1864 zog es ihn wieder zurück nach Deutschland. Er zog nach Bremen und arbeitete dort zunächst als Braumeister bei der St. Pauli-Brauerei. Ein Jahr später heiratete er schließlich Christine Duering, mit der er später vier Kinder hatte. Am 27. Juni 1873 gründete Heinrich Beck zusammen mit Lüder Rutenberg und dem Buchhalter Thomas May die Kaiserbrauerei Beck & May OHG. 1874 wurde ihm dann die goldene Medaille für das beste Bier von dem späteren Kaiser Friedrich III. überreicht. 1875 schied Thomas May aus dem Geschäft aus, und Beck übernahm die Firma unter dem Namen Beck & Co. 1876 entwickelte er schließlich ein Bier nach Pilsener Brauart, das ideal für den Transport nach Übersee geeignet war und als das „beste aller kontinentalen Biere“ auf der Weltausstellung in Philadelphia ausgezeichnet wurde. Nach seinem Tod übernahm sein Schwager Friedrich Spiegel die Brauerei.